# كريس هاتشينغز
كريس هاتشينغز (بالإنجليزية: Chris Hutchings)‏ هو مدرب كرة قدم ولاعب كرة قدم بريطاني في مركز الدفاع، ولد في 5 يوليو 1957 في ونشستر في المملكة المتحدة. لعب مع برايتون أند هوف ألبيون وتشيلسي ونادي روذرهام يونايتد ونادي والسول وهدرسفيلد تاون.

## وصلات خارجية
- كريس هاتشينغز على موقع قاعدة بيانات كرة القدم.إي يو (الإنجليزية)
- كريس هاتشينغز على موقع Soccerbase.com (مدرب) (الإنجليزية)